# Ночь, когда город вскрикнул
«Ночь, когда город вскрикнул» (англ. The Night The City Screamed) — телефильм-драма 1980 года.

## Сюжет
Постоянно растущее напряжение в одном из населённых пунктов выливается в конце концов в неудержимый рост преступности, беспорядочно распространяющийся по всему ночному городу. Майор Рэймонд Бэр всеми силами пытается остановить этот наплыв грабежей и изнасилований и одновременно успокоить находящихся в паническом состоянии горожан.

## В ролях
- Джек Андриоцци — Лютер
- Джейсон Бернард — Дейл Райтсон
- Торин Блак — Оскар
- Джон Брендон — Джордж Кармоди
- Дэвид Кэссиди — Дэвид Грили